# 富井健
富井 健（とみい たけし、1957年 - 2021年）は、キリスト教再建主義の神学者、教役者。

## 略称
北海道帯広市に生まれる。9歳の時にバプテスト教会で浸礼によるバプテスマを受ける。1976年札幌南高等学校卒業。
1977年7月17日、聖書キリスト教会に転入会。聖書キリスト教会の学生会の会長となる。1982年東京外国語大学卒業。1983年レニングラード大学ロシア語課程を修了。
1988年尾山令仁が校長を務める東京神学校を卒業し、聖書キリスト教会の牧師となる。神学校の2年目に最初の再建主義者ラッシュドゥーニーの「Institutes of Biblical Law（聖書律法綱要）」をアメリカで購入し、神学校の卒業論文の参考とした。
再建主義の宣教師ラルフ・A・スミスを知り、スミスが設立した福音総合研究所で聖書律法綱要の読書会に参加する。福音派の聖書キリスト教会は再建主義の立場を危険な教えであるとし、これを認めなかったため、また、同教会内に倫理的な問題が発生し、分裂が起きるという混乱の前に1990年、聖書キリスト教会の牧師を辞任し、スミスが牧会する三鷹福音教会に転入会したが、後に教会との神学的見解の違いから脱会している。
2001年に、月刊誌『ハーザー』誌上で、前千年王国説、患難前携挙説の牧師・奥山実と論争する。またネット上で救世軍士官の山谷真大尉と論争した。自身のサイト「ミレニアム」に再建主義の論文、翻訳を発表し、インターネットで再建主義運動を展開しているが、教会での牧師としての働きはしていない。
『ハーザー』で2002年7月（97号）から続いた「死後に救いのチャンスはあるのか?」と題する特集で、久保有政らのセカンドチャンスに対し、「死後に救いのチャンスはあるのか」（97号）、「死後のセカンドチャンス-肯定論への反論-」（2002年9月（99号））とする反対論をよせている。
スカル・アンド・ボーンズや日ユ同祖論などにも触れる。
妻子がいないにもかかわらず、学校教育よりも、学校にいかせないホームスクーリング教育が聖書的な教育手段であると自身のサイト「ミレニアム」で主張している。その理由として、「ポスト・ミレで教育し続けるならば、あなたの子孫は、地上を支配する、強大な権力を資力を持つ家系になる（ミレニアム「これから3代後がどうなっているかは、われわれの責任である」より抜粋）。」と説明している。この「支配」とは、『創世記』の神よる「地を従えよ」という命令と、また『マタイの福音書』28章、イエスによる「すべての国民を弟子とせよ」との命令を指すとされる。
日ユ同祖論に関しては慎重かつ詳細にわたり現在も活発な調査を続けており、その成果はミレニアムのサイト内において常時に公開されている。このほか、歯に衣着せぬ鋭い指摘は神学やキリスト教のみにとどまらず教育、政治、宗教など多岐にわたる。

## 訳書
- 『聖書律法綱要』ラッシュドゥーニー著 福音総合研究所刊